# Théorie queer
Pour les articles homonymes, voir Queer (homonymie).
La théorie queer est une théorie sociologique et philosophique qui postule que la sexualité, mais aussi le genre — masculin, féminin ou autre — d'un individu ne sont pas déterminés exclusivement par son sexe biologique (mâle ou femelle), mais par son environnement socio-culturel, par son histoire de vie ou par ses choix personnels.
Rattachée au post-structuralisme, elle critique principalement l'idée que le genre et l'orientation sexuelle seraient déterminés strictement par la génétique ou la biologie.
La théorie queer s'oppose aux féminismes essentialiste ou différentialiste et se distingue parfois des structuralistes classiques. Cette théorie différencie le type sexuel biologique (mâle/femelle) du genre (masculin/féminin). Elle critique une société qui tendrait vers l'hétéronormativité, c'est-à-dire au mépris des individus n'adoptant pas l'hétérosexualité, voire qui poserait l'hétérosexualité comme un résultat naturel, inné ou encore comme une obligation morale, car une telle conception réduirait le genre au seul type sexuel acquis à la naissance.
Fortement influencée par le travail de Gloria Anzaldúa, d'Eve Kosofsky Sedgwick et de Judith Butler, la théorie queer s’appuie à la fois sur l'idée féministe selon laquelle la sexualité est une partie essentielle de la construction de soi, sur une conception moins normative du social et sur le droit au libre choix des comportements et des différences.

## Histoire

### Aux États-Unis
Le mouvement queer a aux États-Unis un aspect de mouvement politique qui a pour but de lutter contre l’hétéropatriarcat, à la fois en reconnaissant la légitimité de la lutte féministe matérialiste, et en cherchant à construire une alternative à cet hétéropatriarcat que le matérialisme combat. Sous la plume de Teresa de Lauretis, théoricienne majeure de la théorie queer, ce regroupement propose une nécessaire complémentarité au féminisme matérialiste : définir et construire une alternative crédible au patriarcat hétéronormatif et cisnormatif, à savoir un espace à la fois conceptuel et politique aux genres et aux orientations sexuelles décatégorisées. Cela est tout aussi nécessaire et ne vient pas en contradiction avec le matérialisme. Il veut lutter contre l’oppression réelle, matérielle des femmes et des personnes trans, tout en prenant soin de laisser cette oppression dans son contexte historique et social, à savoir la structure patriarcale et capitaliste de la société, pour éviter d’en faire un « étant-toujours-déjà-là », ce qui rendrait sa destruction impossible.

## Thèmes

### Sexe, genre et rôle social
La théorie queer apparait au sein des études de genre, développées à partir du début des années 1990 aux États-Unis, au travers de pensées poststructuralistes et de relectures déconstructivistes, dans le prolongement des idées de Foucault et de Derrida.
Les enquêtes queer sur le genre cernent surtout les instances déviantes du genre (les personnes transgenres, gender-queers, et travesties) ainsi que la séparation de genre et de sexe biologique (qui donne lieu à des affrontements forts, entre diverses approches sur le sujet dans la discipline). S'appuyant sur l'idée de la philosophe et féministe Simone de Beauvoir qu'on « ne naît pas femme, on le devient », Judith Butler a été la première théoricienne queer à aborder cette séparation de sexe et de genre, comme une obligation à la fois esthétique et d'actes. La biologiste Anne Fausto-Sterling constate que la peur de la confusion de genres a poussé la science et la médecine à chercher des critères irréfutables de sexe anatomique et du genre psychologique. Son travail interroge les interventions médicales qui peuvent « guérir » la dysphorie du genre et l'hermaphroditisme.
Outre la sexualité et le genre, la théorie queer s'intéresse beaucoup à la parenté et aux revendications identitaires en général. Judith Butler a fait une exploration de la parenté dans son livre Antigone's Claim et de la question d'identité dans The Psychic Life of Power, où elle s'est donnée la tâche d'expliquer pourquoi on insiste sur une revendication identitaire qui peut mettre quelqu'un en danger (en suscitant une violence physique ou psychique). Presque tout le travail qui se proclame queer partage une résistance théorique à l'essentialisme et aux prétentions totalisantes, ce qui rend la théorie queer et le terme queer si difficiles à décrire. C'est-à-dire un biais anti biologique, anti scientifique, par militantisme.

### Déconstruction sociale
Elle considère le genre comme un fait construit et non comme un fait naturel, et s'intéresse à la manière dont une identité de genre peut être le résultat d'une construction sociale.
La théoricienne queer Eve Kosofsky Sedgwick a exploré cette difficulté de définition, remarquant que même si le terme change beaucoup de signification selon qu'il s'applique à soi ou à un autre, « queer a l'avantage d'offrir, dans le contexte de la recherche universitaire sur l'identité de genre et l'identité sexuelle, un terme relativement neuf qui connote étymologiquement une traversée des frontières mais qui ne réfère à rien en particulier, laissant donc la question de ses dénotations ouverte à la contestation et à la révision. ».
Teresa de Lauretis, qui a été la première à employer le terme queer afin de décrire son projet théorique, espérait qu'il aurait des applications identiques pour le rapport entre la sexualité et la race, la classe et d'autres catégories que le genre.
Bruno Perreau, dans son étude de la réponse à la théorie queer en France, démontre que la plasticité du terme queer n'est pas seulement sémantique: elle correspond au fait que la démarche queer est une mise en critique de l'appartenance. Faire partie d'une catégorie, d'un groupe, d'une communauté repose moins sur le fait de posséder des mots, des représentations ou des savoirs communs que de la capacité à contester cette idée du commun et, partant, la notion même de propriété. La théorie queer est ainsi liée à une certaine contestation du capitalisme.

## Théoriequeeret engagement politique

### Fondement théorique d'un discours LGBT

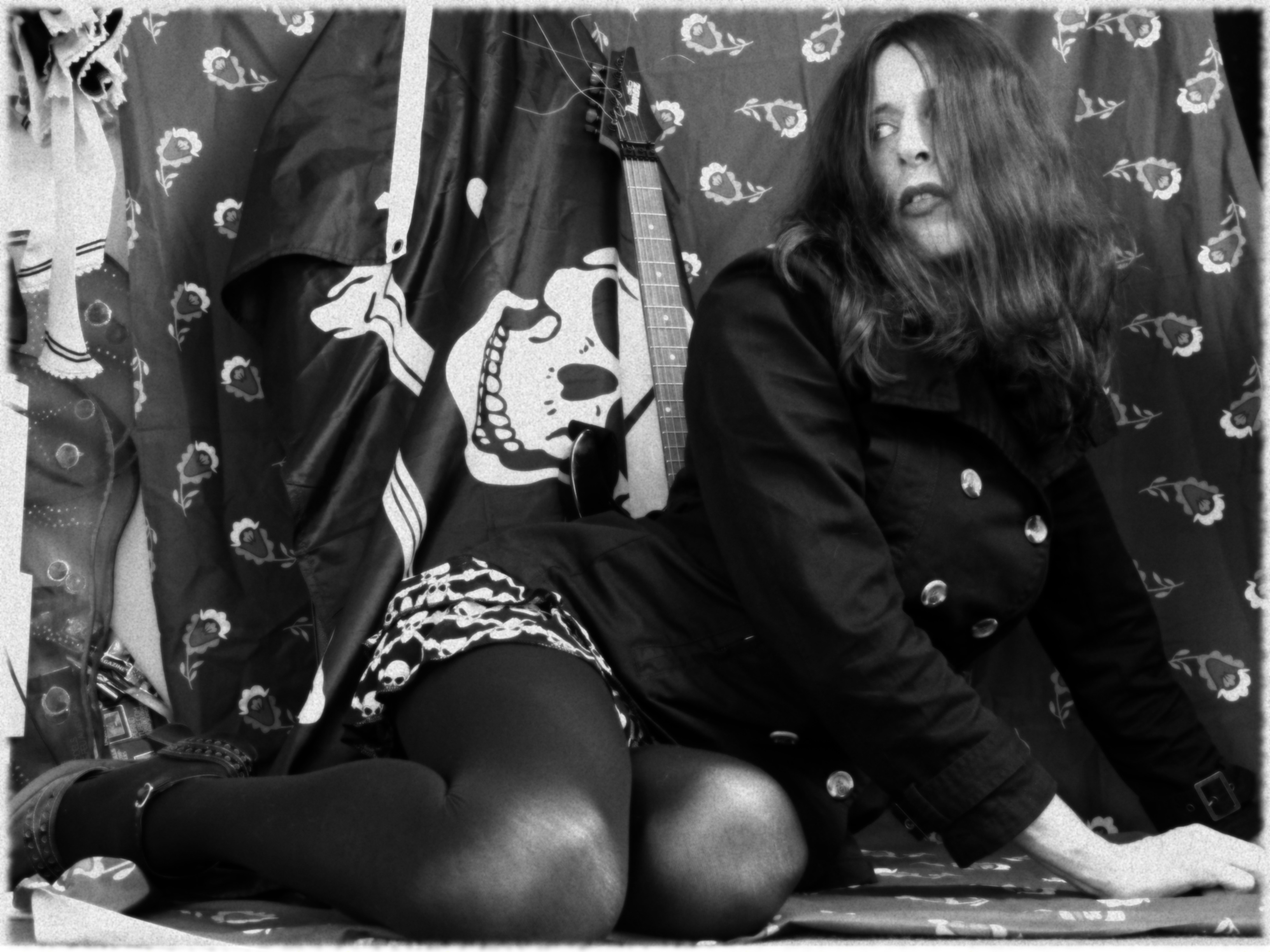
No gender, No Master, activiste anarcho-queer.

Dans Queer Theory, Gender Theory, Riki Wilchins, une femme transgenre, réfute catégoriquement la théorie universitaire à propos des queers, constatant que la théorie s'inspire toujours de la façon « bottom-up » et que les universitaires qui font la théorie queer l'ont « volée » aux queers populaires. Cette opinion s'entend de plus en plus parmi les queers, qui sentent que les universitaires parlent d'eux sans qu'ils puissent comprendre ce qui est dit. Il est possible que cette séparation très récente entre la théorie queer universitaire et la théorie queer « populaire » puisse être due au langage châtié des universitaires, notamment de Butler (qui a reçu des prix pour ses ouvrages parfois considérés comme incompréhensibles).[réf. nécessaire]

### Manifestes militants
L'autobiographie Stone Butch Blues, de Leslie Feinberg, a été peut-être les premières mémoires d'une personne trans à paraître. Ce texte influent n'est pas non plus le récit d'un simple mouvement d'une personne d'un genre à un autre ; Feinberg y montre toute une ambivalence vers les identités masculines et féminines et habite toujours la liminalité du genre et de la représentation. Dans Trans Warriors, Feinberg examine les perceptions corporelles qu'on utilise pour déterminer le genre d'une personne, y compris le statut des vêtements et les structures sociales qui ont historiquement été ouvertes ou fermées à la variance de genre.
Patrick Califia-Rice (qui a également publié sous le nom Pat Califia), est un écrivain, psychologue et thérapeute américain. Il a publié des textes divers, y compris des romans pornographiques, de science-fiction et une histoire des transgenres. Califia défend la pornographie et la science-fiction, des représentations souvent critiquées, à son avis, à cause des possibilités qu'ils offrent en tant que des lieux d'opposition à la normativité sexuelle biologique. Son travail Sex Changes traite de l'histoire des personnes transgenres à travers les domaines de la biologie, de la psychanalyse, de la sociologie, ainsi que dans la politique.

### En France
Certains mouvements français utilisent le terme queer de façon politique. C'est le cas des transpédégouines, qui partagent et vivent les revendications d’abolition des normes de genre, d’abolition des normes sexuelles et participent à la lutte contre le patriarcat par des actions avec divers collectifs féministes.
Ce mouvement est notamment représenté par le bar La Mutinerie à Paris, par l'association Polychrome à Paris, les Universités d’Été Euroméditerranéennes des Homosexualités (UEEH) tous les ans à Marseille, par l'association les Flamands Roses à Lille et l'association les Panthères Roses à Paris, Nancy ou Montréal.

## Critiques
Privilégiant la construction sociale du genre sur l'inné et le biologique, la queer theory est la cible de vives critiques.
D'après Adam Green, professeur à l'Université de Toronto, la théorie queer nie l'« urgence sociale »[Laquelle ?] dans certains cas (positions des sujets homosexuels) tout en récupérant cette « urgence sociale » dans d'autres (positions des opposants radicalisés).
Selon Joshua Gamson (en), du fait de son engagement dans la déconstruction sociale, il est presque impossible à la théorie queer de parler d'un sujet « lesbien » ou « gay », puisque toutes les catégories sociales sont dénaturées et réduites au discours. Ainsi, selon Adam Grenn, la théorie queer ne peut pas examiner les subjectivités, mais seulement les discours.
Une critique récurrente contre la théorie queer, qui a généralement recours à du jargon sociologique, est qu'elle est écrite, selon Brent Pickett, par une « petite élite idéologiquement orientée » et qu'elle possède un biais de classe sociale évident.
Pour certaines féministes, le queer nuit au féminisme en brouillant les frontières entre les classes sociales genrées, qu'il explique comme des choix personnels plutôt que comme conséquences de structures sociales.
Pour Bruno Perreau, la théorie queer serait devenue le symbole des dérives des études de genre aux yeux de ses adversaires.

### La critique des milieux féministes et universitaires
Les milieux francophones notamment universitaires, définissent le queer comme « la transgression du genre », ou encore « l’effacement des frontières du genre », dans une perspective avant tout théorique voire esthétique. Le queer y devient, contrairement à son usage dans le monde anglo-saxon, une idée, un concept voire un mouvement artistique, complètement dépolitisé.
Certains milieux francophones proches du féminisme matérialiste tendent à considérer le queer comme une « idéologie faussement subversive », ou encore que « l’arrivée du queer me paraît rencontrer une démarche individualiste pour que des personnes changent de catégorie, sans remettre en cause ces catégories ».

#### En anglais
- Kate Bornstein, Gender Outlaw : On Men, Women, and the Rest of Us, New York, Routledge, 1994.
- Kate Bornstein, My Gender Workbook : How to Become a Real Man, a Real Woman, the Real You, or Something Else Entirely, New York, Routledge, 1998.
- Judith Butler, « Against Proper Objects », Differences: A Journal of Feminist Cultural Studies, no 6(2-3,‎ 1994, p. 1-27.
- Judith Butler, Antigone's Claim : Kinship between Life and Death, Irvine et New York, Wellek Library Lecture at the University of California et Columbia University Press, 2000.
- Judith Butler, Bodies that Matter : On the Discursive Limits of "Sex", New York & London, Routledge, 1993.
- Judith Butler, Gender Trouble : Feminism and the Subversion of Identity. Thinking Gender, New York et Londres, Routledge, 1990.
- Judith Butler, Psychic Life of Power : Theories of Subjection, Stanford, Stanford UP, 1997.
- Pat Califia (a.k.a. Patrick Rice-Califia), Sex Changes : The Politics of Trangenderism, San Francisco, Cleis Press, 1997.
- Lee Edelman, No Future : Queer Theory and the Death Drive, Durham, Duke UP, 2004.
- Anne Fausto-Sterling, Myths of Gender, New York, Basic Books, 1992.
- Anne Fausto-Sterling, Sexing the Body : Gender Politics and the Construction of Sexuality, New York, Basic Books, 2000.
- Leslie Feinberg, Stone Butch Blues, Ann Arbor, Firebrand, 1993.
  - Trangender Warriors : Making History from Joan of Arc to Dennis Rodmanlieu= Boston, Beacon Press, 1996.
- (en) Scott Eric Gunther, The Elastic Closet : A History of Homosexuality in France, 1942-present, New York, Palgrave Macmillan, 2009, 166 p. (ISBN 978-0-230-59510-1, lire en ligne)
  - Alors, are we 'queer' yet?, The Gay & Lesbian Review, Volume XII, no 3, mai-juin, 2005, pages 23-25.
- (en) David Halperin, Saint Foucault. Towards a Gay Hagiography, Oxford University Press, 1995.
- (en) Teresa de Lauretis, « Queer Theory, Lesbian and Gay Studies: An Introduction », Differences: A Journal of Feminist Cultural Studies, nos 3/2,‎ été 1991, iii-xviii.
- (en) Carol Queen et Lawrence Schimel, PoMoSexuals: Challenging Assumptions About	Gender & Sexuality, 1997.
- (en) Eve Kosofsky Sedgwick, Between Men: English Literature and Male Homosocial Desire, New York, Columbia UP, 1992.
  - Performativity and Performance. New York: Routledge, 1995.
  - “Queer Performativity.” GLQ, vol. 1, no. 1, 1993, p. 1-16.
  - Tendencies. Durham: Duke UP, 1993.
- William B. Turner (en), A Genealogy of Queer Theory. Philadelphie, Temple UP, 200. Extraits Google Books.
- Michael Warner (en), Fear of a Queer Planet. Queer Politics and Social Theory. Minneapolis: University of Minnesota Press, 1994.
- Riki Wilchins, Queer Theory, Gender Theory: An Instant Primer. Alyson: Los Angeles,	2004.
  - Read My Lips. Ann Arbor: Firebrand, 1997.

#### En français
- Front homosexuel d'action révolutionnaire, Rapport contre la normalité, Champ libre, 1971.
- Gilles Deleuze et Félix Guattari, L'Anti-Œdipe, Édition de Minuit, 1972.
- Ronald Laing, La politique de la famille, Édition Stock, 1979.
- Sam Bourcier, Q comme Queer, Lille, QuestionDeGenre/GKC, 1998.

Années 2000
- Sam Bourcier, Queer Zones, Paris, Balland, 2001.
- Sam Bourcier, Sexpolitiques : Queer Zones 2, Paris, La Fabrique, 2005.
- Judith Butler (trad. de l'anglais par Charlotte Nordmann), Le Pouvoir des mots : Politique du performatif [« Excitable Speech: A Politics of the Performative »], Paris, Éditions Amsterdam, 2004.
- Judith Butler (trad. de l'anglais par Jérôme Vidal et Christine Vivier), Humain, inhumain - Le travail critique des normes : Entretiens, Paris, Éditions Amsterdam, 2005.
- Judith Butler, Antigone : la parenté entre vie et mort, EPEL, 2003, 96 p..
- Judith Butler (trad. de l'anglais par Maxime Cervulle), Défaire le genre [« Undoing Gender »], Paris, Éditions Amsterdam, 2006.

Années 2010
- Maxime Cervulle et Nick Rees-Roberts (préf. Richard Dyer), Homo exoticus : race, classe et critique queer, Paris, Armand Colin, 2010.
- Eve Kosofsky Sedgwick (trad. de l'anglais par Maxime Cervulle), Épistémologie du placard, Paris, Éditions Amsterdam, 2008.
- Gayle Rubin / Judith Butler, Marché au sexe, EPEL, 2002.
- Pat Califia, Le mouvement transgenre : Changer de sexe, EPEL, 2003.
- François Cusset, Queer critics, la littérature déshabillée par ses homos-lecteurs, PUF, 2002.
- Michel Foucault, Histoire de la sexualité, Paris, Gallimard, 1984.
- Georges-Claude Guilbert, C'est pour un garçon ou pour une fille ? La dictature du genre, Paris, Autrement, 2004.
- « Queer : repenser les identités », Rue Descartes, no 40,‎ mai 2003.
- David Halperin, Saint Foucault, EPEL, 2000.
- David Halperin, Oublier Foucault : mode d'emploi, EPEL, 2004.
- Monique Wittig (trad. Marie-Hélène Bourcier), La Pensée straight [« The Straight Mind and Other Essays »], Paris, Balland, coll. « Modernes ».
- Association ZOO (dir.) et Sam Bourcier, Q comme Queer : les séminaires Q de 1996, 1997, GKC, 1998.
- Paul B. Preciado (trad. Marie-Hélène Bourcier), Manifeste contra-sexuel, Paris, Balland, 2000.
- Javier Sáez (trad. Françoise Ben Kemoun), Théorie queer et psychanalyse, Paris, EPEL, 2005.
- Michael Lucey (trad. Didier Eribon), Les Ratés de la famille. Balzac et les formes sociales de la sexualité, Fayard, 2008.